# Спурий Сервилий Приск (цензор)
Вижте пояснителната страница за други личности с името Спурий Сервилий Приск.
Спурий Сервилий Приск  (на латински: Spurius Servilius Priscus) е цензор през 378 пр.н.е. заедно с Квинт Клелий Сикул на Римската република. Той е през 372 пр.н.е. заедно с него консул.